# Jacksonville (Karolina Północna)
Jacksonville – miasto w Stanach Zjednoczonych, w stanie Karolina Północna. Ma około 70 tys. mieszkańców (2006).
Do miasta przylega wielka baza US Marines, Camp Lejeune.